# وینچلسی، ویکتوریا
وینچلسی (به انگلیسی: Winchelsea) یک شهرک در استرالیا است که در ویکتوریا (استرالیا) واقع شده‌است.